# TSV 1814 Friedland
Der TSV 1814 Friedland  ist ein Turn- und Sportverein in Friedland im Landkreis Mecklenburgische Seenplatte im Osten Mecklenburg-Vorpommerns. Er bezeichnet sich als ältesten noch bestehenden Turn- und Sportverein in Deutschland, besteht in seiner heutigen Form jedoch erst seit 1990.

## Geschichte

### Gründung als Schulsporteinrichtung
Die Gründung des TSV 1814 Friedland geht nach Angaben des Vereins auf den Friedländer Lehrer Carl Leuschner zurück. Dieser wurde von der Turnbewegung um Friedrich Ludwig Jahn („Turnvater Jahn“; 1778–1852) angeregt, der 1811 auf der Hasenheide in Berlin den ersten Turnplatz Deutschlands errichtet hatte.
Leuschner begann im Mai 1814, also noch vor Ende der Befreiungskriege gegen das napoleonische Frankreich, mit den Jungen seiner Schule verschiedene Turnübungen nach dem Vorbild Jahns durchzuführen. Er wurde dabei schon früh von offizieller Seite unterstützt, denn die Stadt Friedland stellte das Gelände für einen Turnplatz zur Verfügung und übernahm sogar einen Teil der Kosten für die Ausstattung. Zu seinen Unterstützern gehörte der Subrektor der Gelehrtenschule und Turnlehrer Karl Bülch. Der TSV 1814 Friedland gehörte auch zu den wenigen Turnvereinen, die die 1819 im Rahmen der Karlsbader Beschlüsse verhängte Turnsperre überstanden, durch die das Turnen in Deutschland bis 1842 verboten wurde.
Neben dem Turnen für Jugendliche wurde beim TSV 1814 Friedland mit der Zeit auch Turnen für Erwachsene eingeführt.

### Auflösung und Neugründung
Nach dem Zweiten Weltkrieg und der Gründung der Deutschen Demokratischen Republik ging der TSV 1814 Friedland in den 1950er Jahren in diversen Betriebssportgemeinschaften auf. Die bedeutendste unter ihnen war die BSG Empor Friedland, die 1967 in die BSG Traktor Friedland umgebildet wurde. Nach der Deutschen Wiedervereinigung wurde der Turn- und Sportverein Friedland 1814 am 28. Juni 1990 neu gegründet.

### Jubiläum 2014
2014 feierte der Verein sein 200-jähriges Bestehen. Prominente Gastredner zur 200-Jahr-Feier waren u. a. DOSB-Präsident Alfons Hörmann und DTB-Präsident Rainer Brechtken. In der Festschrift zum 200-jährigen Bestehen gratulierte IOC-Präsident Thomas Bach sehr herzlich zum Jubiläum.

## Der Verein heute
Der TSV 1814 Friedland beherbergt heute rund 1000 Mitglieder und 13 Abteilungen (Stand: November 2010).
Es handelt sich dabei um folgende Abteilungen:
- Aikido
- Badminton
- Fightclub
- Fußball
- Kraftsport
- Leichtathletik
- Pferdesport
- Radsport
- Schach
- Tennis
- Tischtennis
- Turnen
- Volleyball

### Abteilung Fußball
Die erste Männermannschaft der BSG Empor spielte zwischen 1953 und 1964 in der Bezirksliga Neubrandenburg. Dem Nachfolgerverein BSG Traktor Friedland gelang 1974 die Rückkehr in die Bezirksliga, die man bis 1977 halten konnte und lediglich zur Saison 1989/90 noch einmal zurückkehrte. Der BSG-Nachfolger TSV 1814 startete 1991 in der neu geschaffenen viertklassigen Landesliga Mecklenburg-Vorpommern (ab 1994 fünftklassig, ab 1995 Verbandsliga), in der man, mit Ausnahme der Saison 1994/95, bis zum Abstieg 2001 aktiv war. In der Folgezeit erreichte die Mannschaft hauptsächlich obere Platzierungen in der Landesliga, konnte jedoch erst 2009 in die nun sechstklassige Verbandsliga zurückkehren. 2011 reichte es abermals nicht für den Klassenerhalt, wodurch wieder in der Landesliga (Staffel Ost) gekickt wurde. 2013 schaffte man den erneuten Aufstieg in die Verbandsliga. Zum Ende der Verbandsliga-Saison 2017/18 wäre die erste Mannschaft mit dem 15. Tabellenplatz sportlich abgestiegen, durch die Abmeldung der Mannschaft des Gnoiener SV hätte man jedoch in der Liga bleiben müssen. Da die sportliche Leitung der Fußballabteilung bereits entschieden hatte den Gang in die Landesliga anzutreten, der Landesfußballverband jedoch den freiwilligen Abstieg ablehnte, meldete der TSV seine Verbandsliga-Mannschaft ab und startete zur Saison 2018/19 in der neuntklassigen Kreisoberliga. 2019 und 2020 konnten jeweils mit einem ersten Tabellenplatz Aufstiege verzeichnet werden. Die erste Männermannschaft spielt somit seit der Saison 2020/21 wieder in der Landesliga (Staffel Ost).
Die Sektion Fußball ist die mitgliederstärkste Abteilung des TSV 1814. Am Spielbetrieb nehmen derzeit zwei Männermannschaften, eine Alte-Herren-Mannschaft sowie vier Jugendmannschaften teil (Stand: 2020).

## Sportplatz
Austragungsort der Heimspiele ist die Sportstätte am Hagedorn, für deren Modernisierung zwischen den Jahren 2008 und 2011 umfangreiche finanzielle Mittel aufgetrieben und aufgewendet wurden. So steht seit November 2010 ein Kunstrasenplatz zur Verfügung und am 27. August 2011 wurde der mit einer Tartan-Leichtathletikanlage ausgestattete Hauptplatz zur Nutzung übergeben.